# Puerto Morazán
Puerto Morazán è un comune del Nicaragua situato sulla foce dell'Estero Real nel golfo di Fonseca. Fa parte del dipartimento di Chinandega.

## Amministrazione
La città è gemellata con:
- Bristol